# Guêprei
Guêprei ([ɡɛpʁɛ] ) ist eine französische Gemeinde mit 146 Einwohnern (Stand: 1. Januar 2022) im Département Orne in der Region Normandie (vor 2016 Basse-Normandie). Sie gehört zum Arrondissement Argentan und zum Gemeindeverband Terres d’Argentan Interco. Die Einwohner werden Guêpreins und Guêpreines genannt.

## Geografie

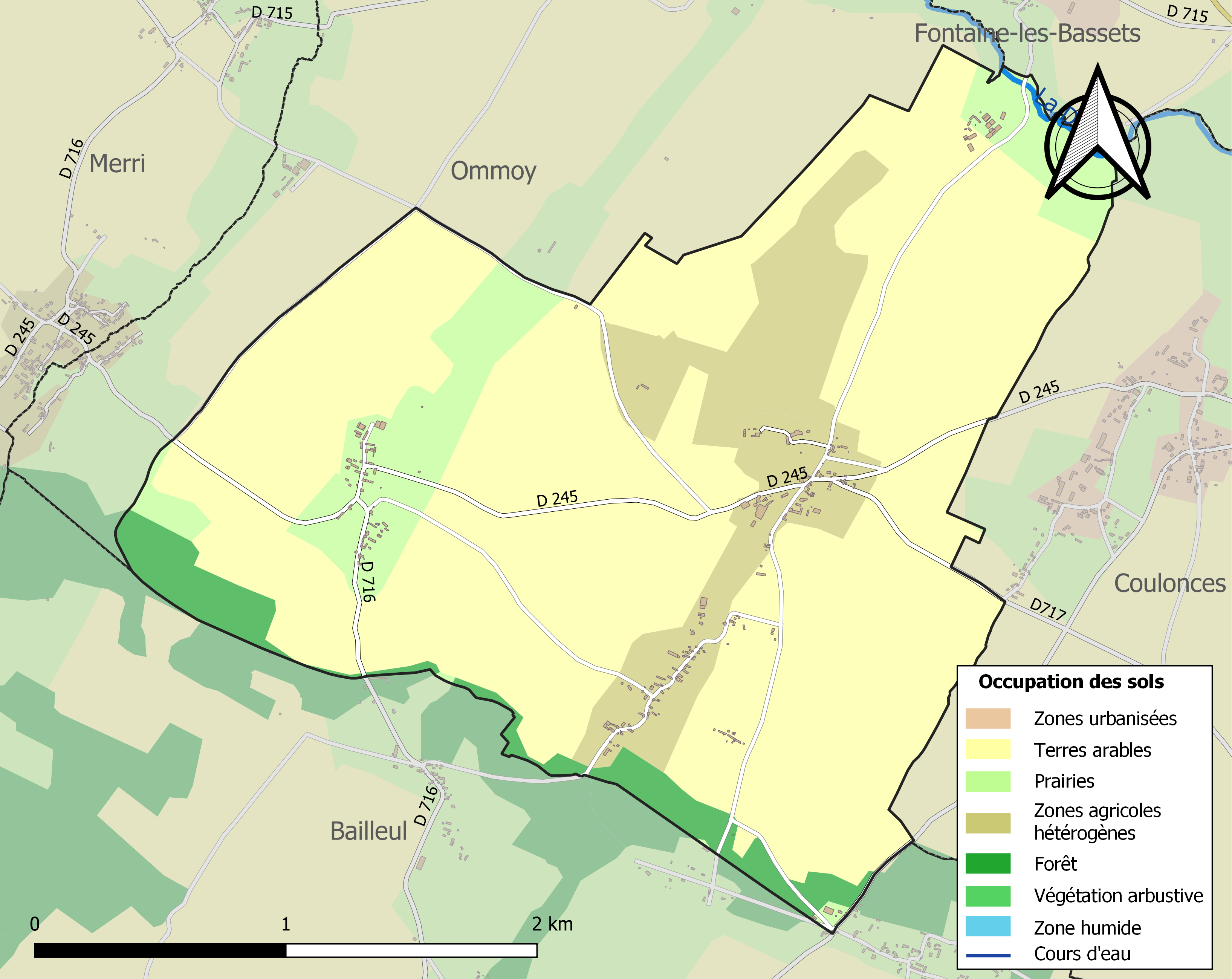
Bodennutzung, Hydrografie und Infrastruktur der Gemeinde (2018)

Die Gemeinde Guêprei liegt etwa zehn Kilometer nordnordöstlich von Argentan und etwa 46 Kilometer nordnordwestlich von Alençon in der Région naturelle Pays d’Auge. Die Dives begrenzt das Gemeindegebiet im Norden. Außerdem wird die Gemeinde vom Flüsschen Meillon entwässert, das von Süd nach Nord das gesamte Gemeindegebiet durchquert. Das Zentrum liegt auf einer Höhe von etwa 110 m. Das Relief des Gebiets zeigt keine markanten Erhebungen und steigt von Nord nach Süd an mit 73 m im äußersten Nordosten im Flussbett der Dives und über 169 m im äußersten Südwesten.
95 % der Fläche der Gemeinde werden landwirtschaftlich genutzt, rund 5 % sind bewaldet, insbesondere entlang der südlichen Gemeindegrenze (Stand: 2018).
Umgeben wird Guêprei von den Nachbargemeinden Ommoy im Westen und Norden, Fontaine-les-Bassets im Nordosten, Coulonces im Osten sowie Bailleul im Süden.

## Geschichte
Die Gemeinde La Poterie-des-Vignats wurde 1839 nach Guêprei eingemeindet.

## Bevölkerungsentwicklung
| Jahr                       | 1962 | 1968 | 1975 | 1982 | 1990 | 1999 | 2006 | 2012 | 2021 |
| -------------------------- | ---- | ---- | ---- | ---- | ---- | ---- | ---- | ---- | ---- |
| Einwohner                  | 170  | 145  | 131  | 128  | 125  | 137  | 142  | 153  | 139  |
| Quellen: Cassini und INSEE |      |      |      |      |      |      |      |      |      |

## Sehenswürdigkeiten
- Kirche Saint-Pierre-et-Saint-Paul aus dem 13. Jahrhundert

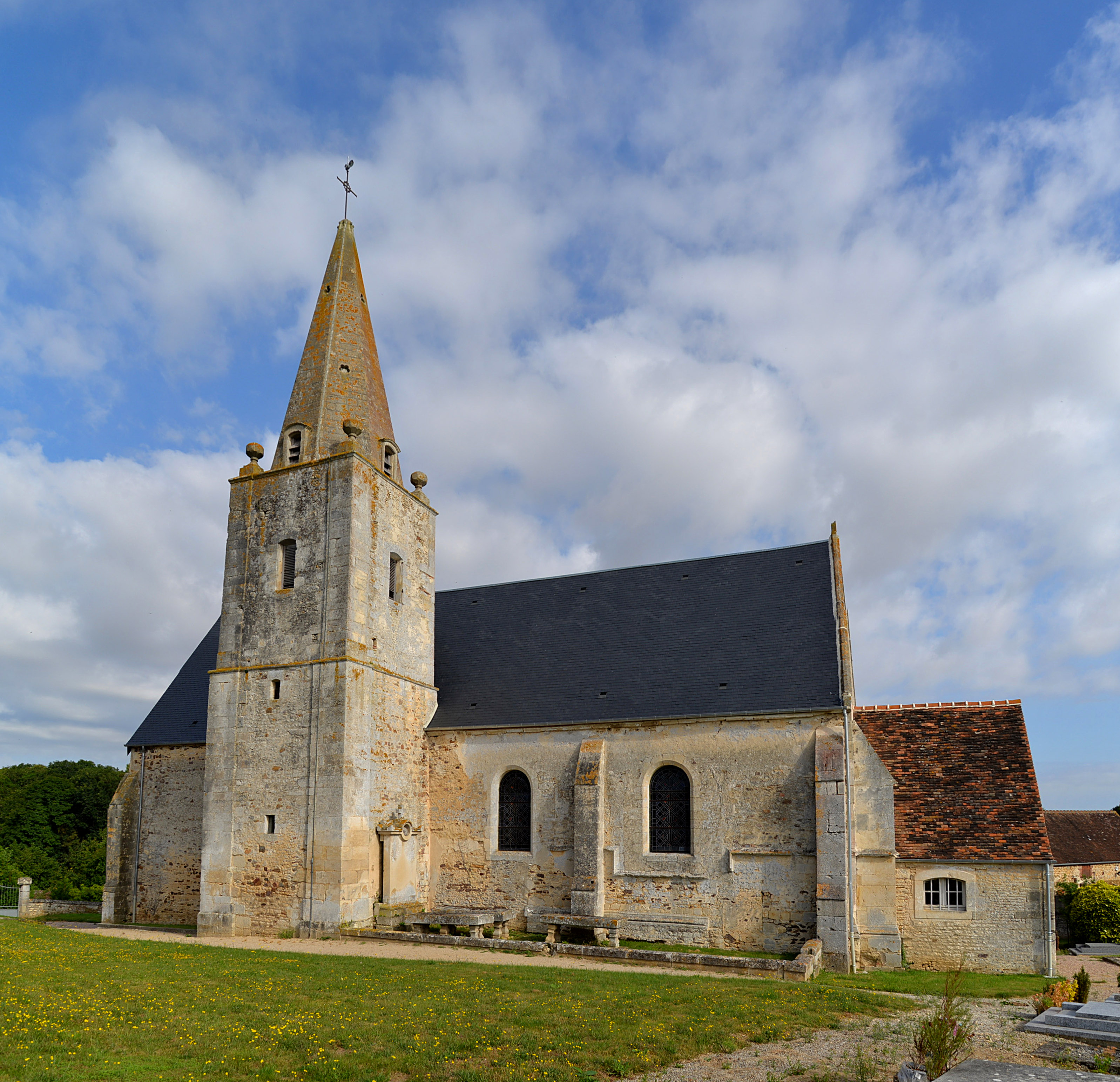
Kirche Saint-Pierre-et-Saint-Paul
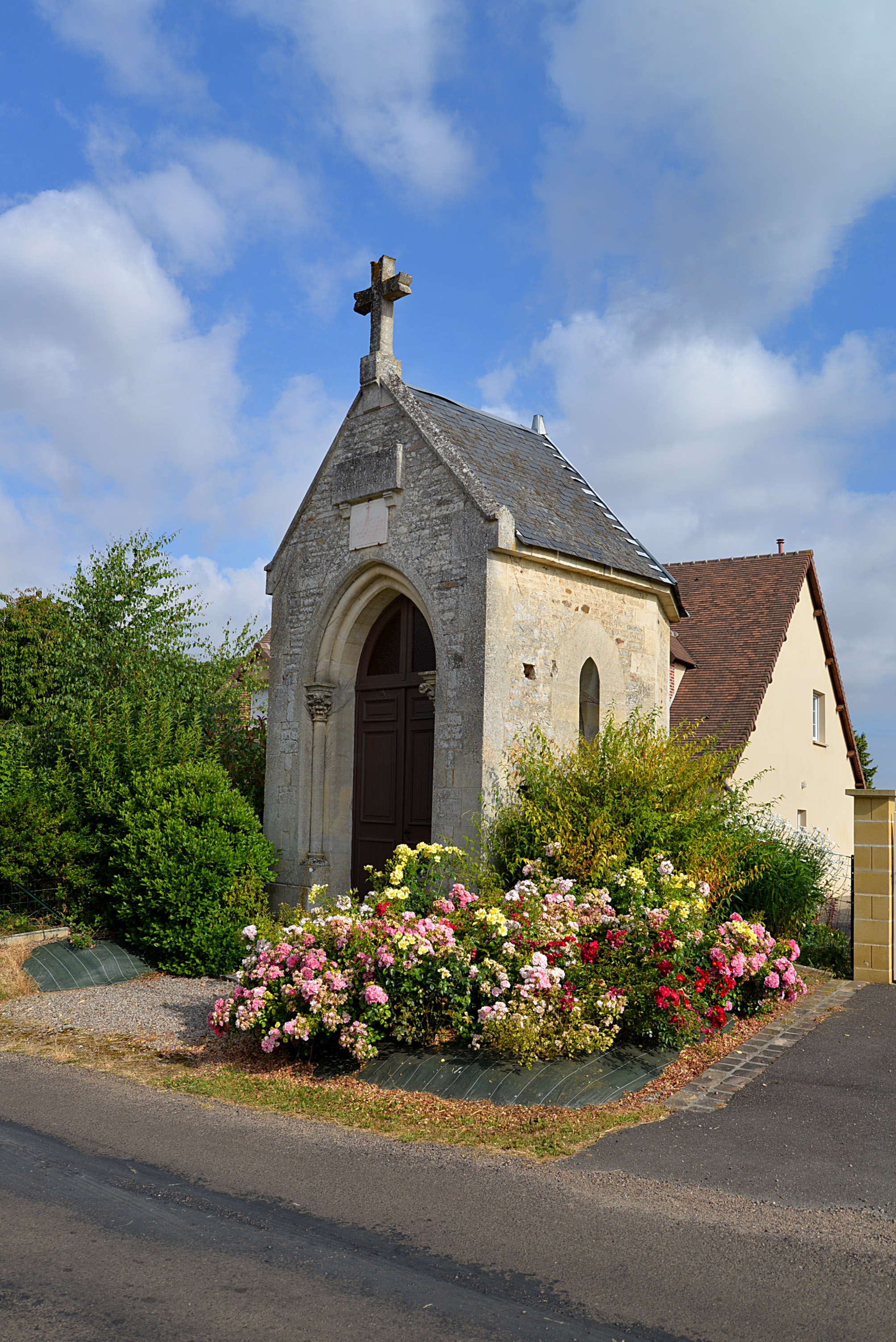
Oratorium
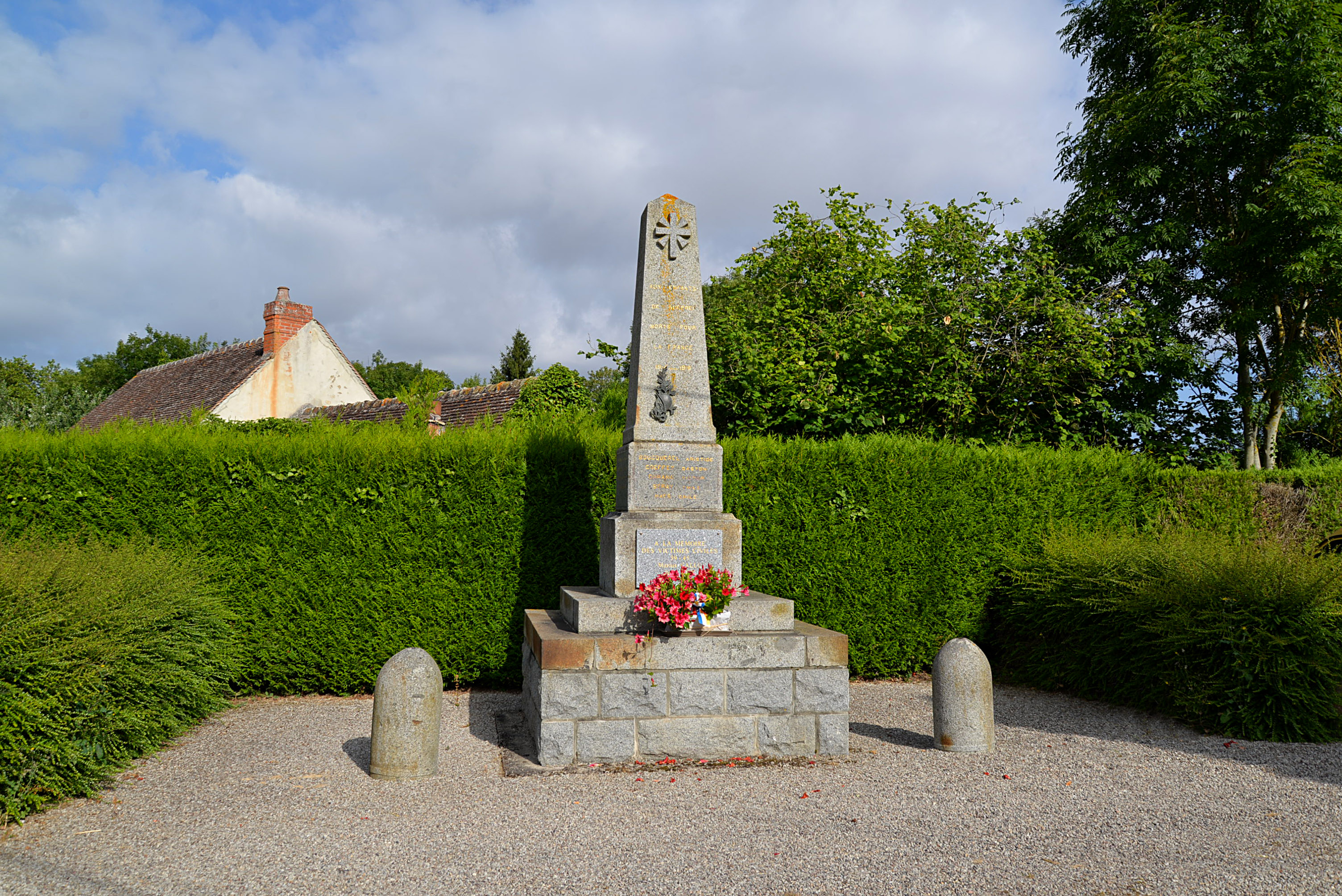
Gefallenendenkmal

## Verkehr
Guêprei liegt abseits größerer Verkehrsachsen. Die nachgeordneten Departementsstraßen D 245 und 717 und lokale Landstraßen verbinden das Zentrum mit den Weilern der Gemeinde und den Nachbargemeinden.